# André Héléna
André Héléna (Narbona, 7 aprile 1919 – Leucate, 18 novembre 1972) è stato uno scrittore francese.
Insieme a Georges Simenon e a Léo Malet è considerato uno dei più importanti scrittori di noir alla francese.

## Biografia
Nacque a Narbonne, nel sud della Francia, nel 1919. Nel 1944, a soli diciassette anni, pubblicò la sua prima raccolta di poesie intitolata Le Bouclier d'or e fondò la rivista di poesia «Le Poterne», ma a causa di alcune illegalità nella vendita degli abbonamenti finì in carcere. I sei mesi di reclusione saranno propizi per la stesura del suo primo romanzo, Les flics ont toujours raison, pubblicato nel 1949. Héléna scrisse poi undici romanzi nel 1952, diciotto nel 1953, dieci ancora nel 1954. In totale, in trent'anni di carriera, Héléna scrisse duecento romanzi. Tra questi si ricordano soprattutto Le goût du sang (1953) e Les clients du Central Hôtel (1960) che gli valsero i maggiori riconoscimenti.
Nel 1955 dal suo Interdit de séjour viene tratto un film per il cinema diretto da Maurice de Canonge.
Dimenticato dai contemporanei, Héléna morì nel 1972.

### Un aneddoto raccontato da Léo Malet
(Léo Malet, Introduzione a André Héléna, Un uomo qualunque, Fanucci editore)

## Opere
I romanzi di Héléna, insieme a quelli dei contemporanei Léo Malet e Jean Amila, sono rappresentativi della memoria degli anni dell'occupazione tedesca e degli effetti della seconda guerra mondiale. È proprio Héléna a lasciare alcune delle testimonianze più forti: la discesa nell'inferno delle prigioni di Vichy in Les flics ont toujours raison, e il torbido racconto dell'occupazione nella follia sanguinaria di Jacques Vallon in Le goût du sang.
Nella scelta dello stile pesa certamente il diffondersi in Francia, nel periodo postbellico, della moda dell'imitazione dei romanzi polizieschi americani che, dopo le traduzioni di Peter Cheney, Chase e Raymond Chandler, viene dichiarata da brillanti penne francesi celate sotto vari pseudonimi: Leo Malet diventa Frank Harding, alias Leo Latimer; Raymond Queneau è Sally Mara; Boris Vian si trasforma in Vernon Sullivan.
Non solo narratore di fiction e importatore in patria di un gusto all'americana, Héléna è soprattutto uno scrittore francese che ama raccontare la mediterraneità, che indugia sulle atmosfere e spesso scruta la provincia a ridosso del confine, geografico e culturale, fra Spagna e Francia, senza mai rinunciare al suo lato poetico.

## Edizioni in italiano
- Il gusto del sangue, Aìsara (2008)
- I viaggiatori del venerdì, Aìsara (2008)
- Un uomo qualunque, Fanucci (2008)
- I clienti del Central Hotel, Aìsara (2009)
- Il buon Dio se ne frega, Aìsara (2009)
- La vittima, Fanucci (2009)
- Il ricettatore, Aìsara (2009)
- Gli sbirri hanno sempre ragione, Aìsara (2009)
- Héléna André e Sauvage Simone, Divieto di soggiorno, Aìsara (2010)
- Vita dura per le canaglie, Aìsara (2010)
- Il festival dei cadaveri, Aìsara (2011)
- Il bacio della Vedova, Aìsara (2011)
- Massacro all'anisette, Aìsara (2011)
- Viva la muerte!, Aìsara (2012)